# Krystyna Tomaszyk
Krystyna Stanisława Tomaszyk z domu Skwarko (ur. 7 maja 1932 w Wilnie, zm. 13 czerwca 2020 w Wellingtonie) – polsko-nowozelandzka pisarka, działaczka społeczna, urzędniczka.

## Życiorys
Pochodziła z rodziny sędziego Stanisława Skwarki. Z matką Krystyną Skwarko i bratem została wywieziona z Sokółki do Krasnojarska. Następnie trafiła z Armią Andersa do Iranu, a w 1944, wraz z grupą polskich sierot, do Nowej Zelandii. Jej matka kierowała polskimi sierocińcami w Isfahanie i Nowej Zelandii.
Ukończyła psychologię na Uniwersytecie Wiktorii w Wellingtonie. Zawodowo związana m.in. z Departamentem do spraw Maoryjskich, Child Welfare w Rotorua, Organizacją Opieki nad Intelektualnie Niesprawnymi, jako doradca ds. społecznych w Zarządzie Miejskim w Hamilton, Regionalnym Komitetem Dyscyplinarnym Lekarzy. Była nauczycielką, wolontariuszką w Khalighat – w Domu Śmierci Matki Teresy w Kalkucie, pisarką, tłumaczką, redaktorką i wydawczynią miesięcznika-biuletynu „Contact”.
W ramach działalności polonijnej propagowała historię dzieci z Pahiatua. Pełniła także funkcję prezes Koła Polek przy Domu Polskim w Wellingtonie. Zaangażowana w nowozelandzkim życiu społeczno-politycznym. Członkini Nowozelandzkiego Instytutu Spraw Międzynarodowych.
Autorka biografii „Essence” (2004), którą przetłumaczyła na polski („Droga i pamięć. Przez Syberię na Antypody”, 2009).
Była obywatelką Polski i Nowej Zelandii. W 1952 poślubiła Czesława Tomaszyka, żołnierza polskiego państwa podziemnego. Mieli dzieci Janinę i Krzysztofa. Po śmierci skremowana.

## Odznaczenia
- 2013 – Medal Służby Królowej z rąk Gubernatora Generalnego Jerry’ego Mateparae[6]
- 2018 – Krzyż Komandorski Orderu Zasługi Rzeczypospolitej Polskiej „za wybitne zasługi w działalności na rzecz środowisk polonijnych w Nowej Zelandii, za popularyzowanie polskiej kultury i historii, za działalność na rzecz krzewienia polskości i kształtowania postaw patriotycznych” z rąk prezydenta Andrzeja Dudy[7]
- Tytuł „Waikato Woman of the Year” Plunket Society w Hamilton

## Publikacje książkowe
- Kristine Tomaszyk: Refugee resettlement and wellbeing : based on the first National Conference on Refugee Mental Health at Wellington, New Zealand, 12-15 May 1988. Max Abbott (red.). Auckland: Mental Health Found. of New Zealand, 1988, s. 353. ISBN 0-908727-80-1. (ang.).
- Kristine Tomaszyk: But a fleeting moment : meditations on the reality and the mystery of being : [poems]. Wellington: K. Tomaszyk, 1997, s. 96. ISBN 0-473-04629-6. (ang.).
- Kristine Tomaszyk: Essence. Palmerston North: Dunmore Press, 2004, s. 235. ISBN 0-86469-475-X. (ang.).
- Krystyna Tomaszyk: Droga i pamięć : przez Syberię na Antypody. Warszawa: Wydawnictwo Trio, 2009, s. 260. ISBN 978-83-7436-206-1.
- Krystyna Tomaszyk: Polskie dzieci w Isfahanie. Wellington: Krystyna Krystine Tomaszyk, 2017, s. 76.